# The Face Between
The Face Between er en amerikansk stumfilm fra 1922 af Bayard Veiller.

## Medvirkende
- Bert Lytell som Tommy Carteret, Sr.
- Andrée Tourneur som Sybil Eliot
- Sylvia Breamer som Marianna Canfield
- Hardee Kirkland som Mr. Hartwell
- Gerard Alexander som Mrs. Eliot
- Frank Brownlee som Joe Borral